# Павел Багряк
Па́вел Багря́к — коллективный псевдоним, под которым издавалась фантастическая проза содружества шести авторов: писателей Валерия Аграновского, Дмитрия Биленкина, Ярослава Голованова, Владимира Губарева, Виктора Комарова и иллюстрации художника Павла Бунина.

## История
По воспоминаниям Ярослава Голованова, в декабре 1965 года главный редактор «Комсомольской правды» Борис Панкин предложил Голованову, Губареву, Биленкину и Аграновскому (тогдашним сотрудникам «Комсомолки») сообща написать для газеты авантюрную повесть. Они пригласили Комарова и придумали общий псевдоним.
Псевдоним представляет собой акроним, составленный из фамилий и имён авторов: «П — поскольку нас было пятеро» (потом эту букву подарили иллюстратору Павлу Бунину), Дмитрий Биленкин, Валерий Аграновский, Владимир Губарев, Р — «для благозвучия», Ярослав Голованов и Виктор Комаров.
Они с энтузиазмом взялись за дело, но результат Панкина не устроил, поскольку не подходил для газетной публикации. Тогда Голованов отнёс рукопись в журнал «Юность» Борису Полевому, которому повесть понравилась как образец «хэллобобовской» литературы.
Книги Павла Багряка написаны в жанре детективной фантастики. Первое произведение коллектива — повесть «Кто?» — вышла в июльском номере журнала «Юность» за 1966 год. За ней последовали фантастические книги из серии про комиссара Гарда, публиковавшиеся в 1967—1972 и переизданные в 1990-е гг. Коллектив авторов распался после смерти Дмитрия Биленкина в 1987 году.

## Библиография

Пять президентов

## Экранизации
- 1987 — «Отступник», реж. Валерий Рубинчик
- 1991 — «Фирма приключений», реж. Игорь Вознесенский